# Halo 4
Halo 4 è un videogioco sparatutto in prima persona del 2012, sviluppato da 343 Industries e pubblicato da Microsoft Game Studios in esclusiva per Xbox 360. Si tratta del quarto capitolo della fortunata serie di videogiochi Halo, il primo ad essere sviluppato da 343 Industries dopo la separazione avvenuta tra Microsoft e Bungie Studios nell'ottobre del 2007.

## Trama
Halo 4 vede il ritorno di John-117 come protagonista e personaggio giocabile da Halo 3 nel 2007, dopo che Halo 3: ODST nel 2009 e Halo: Reach nel 2010 avevano introdotto nuovi protagonisti. Master Chief e Cortana sono dispersi nello spazio dopo la distruzione dell'Arca e si trovano all'interno della fregata semi-distrutta "Aurora Nascente", quando giungono in prossimità di un misterioso pianeta dei Precursori, visto per la prima volta nel finale di Halo 3 a difficoltà Leggendaria. La trama prevede dei cambiamenti per Cortana: Infatti raggiungerà gli 8 anni di servizio, superando i 7 anni di vita stimati per le IA. Gli sviluppatori hanno rivelato nell'autunno 2011 che il gioco sarà ambientato su "Requiem", un pianeta artificiale dei Precursori.
La storia di Halo 4 è focalizzata non tanto sulla tradizionale esperienza di sparatutto in prima persona, ma sul mistero, sull'esplorazione e sulla scoperta. Le strutture dei Precursori saranno dominanti nell'ambientazione. Il team ha inoltre fatto intendere che sarà mostrato come l'umanità e l'UNSC si sono ambientati nella galassia dopo la guerra con i Covenant e con i Flood, anche sfruttando la tecnologia dei Precursori.
A differenza della prima trilogia, questa è stata subito concepita come un prosieguo, la cui storia spazia in tre giochi, di cui solo il primo, Halo 4, è uscito per la settima generazione. Inoltre, gli sviluppatori di 343 Industries hanno puntato ad una connessione completa con tutti i futuri media di Halo: il libro Halo: Primordium della saga dei Precursori, il libro del dopoguerra Halo: Glasslands e i terminali di Halo: Combat Evolved Anniversary hanno profondi legami con la storia di Halo 4.
Al momento del lancio furono rilasciate poche informazioni sulla storia della trilogia, ma gli sviluppatori rivelarono da subito che Halo 5 avrebbe reso la trama ancora più misteriosa, prima che il conflitto sia risolto in Halo 6.
Il single player di Halo 4 è suddiviso in 8 missioni precedute da un "Prologo" e seguite da un "Epilogo".

### Prologo
Dopo la fine della Guerra Umani-Covenant, la Dottoressa Halsey viene interrogata dall'UNSC sulle cose immorali che ha fatto durante il progetto Spartan, giustificandosi con l'affermazione "Ho salvato la razza umana".

### Alba
È il 2557, sono passati quattro anni, sette mesi e dieci giorni da quando la Aurora Nascente (Forward Unto Dawn) è stata spezzata in due dal collasso del portale per l'Arca, lasciando Master Chief e Cortana alla deriva, avvicinandosi a quello che sembra un pianeta artificiale.
Cortana risveglia Master Chief dal sonno criogenico, invitandolo ad indagare personalmente su cosa stia succedendo alla Dawn, apparentemente sotto attacco; sorpresi, i due scoprono che i Covenant hanno raggiunto l'astronave e la stanno attaccando, quando anni prima era stata stabilita una tregua con l'UNSC. Mentre i due si dirigono ad attivare manualmente le difese dell'astronave, Master Chief scopre l'esistenza del pianeta, che Cortana rivela essere dei Precursori; come se non bastasse, un misterioso raggio arancione parte dal pianeta stesso e scannerizza Master Chief. Misteriosamente, un portale si apre, diretto verso l'interno del pianeta; si tratta di un pozzo gravitazionale, che sta catturando tutti i presenti. La Dawn, già danneggiata, viene ulteriormente messa a repentaglio, finendo per essere interamente fatta a pezzi dall'attrazione gravitazionale, e lo Spartan-117 finisce nello spazio aperto.

### Requiem
Dopo un atterraggio duro, Master Chief si risveglia sulla superficie interna del pianeta, circondato dai detriti delle astronavi. Una discussione con Cortana lo porta a conoscenza del fatto che l'IA si sta deteriorando, avendo già superato il tempo di vita stimato (di sette anni, mentre, in realtà, lei ne ha otto) per un costrutto del suo genere; Master Chief però spera di poter sistemare Cortana raggiungendo la Dottoressa Halsey.
Mentre i due viaggiano su Requiem, in mezzo a paesaggi naturali affascinanti, costellati di costruzioni dei precursori dallo scopo misterioso, raggiungono la sala mappe del pianeta, che mostra il simbolo dell'Attivatore, e che rivela l'esistenza di un ulteriore nucleo del pianeta, dal quale sembra provenire un segnale misterioso; dopo aver riattivato la mappa, disattivatasi per un motivo sconosciuto, Cortana scopre che il segnale in realtà proviene dall'esterno del pianeta, dall'astronave UNSC Infinity; il messaggio tuttavia è distorto, ma i due intendono ripulirlo, localizzando la sorgente del disturbo nel nucleo più interno del pianeta. "Requiem", così identificata quell'installazione dei Precursori, ha una struttura a strati concentrici.
Dopo aver raggiunto quella che sembra essere una struttura per accedere al nucleo, i due vengono raggiunti da esseri misteriosi, in grado di teletrasportarsi, e dalle intenzioni aggressive; Cortana apre un teletrasporto per il nucleo, riuscendo a salvare sé e il suo Spartan.

### Precursore
Il compito di Master Chief è quello di disattivare i raggi che alimentano il nucleo, ignorando gli effetti collaterali che un'azione tale possa comportare, per permettere le comunicazioni radio che tali raggi disturbavano ampiamente. Nel mentre, vi sono altri tentativi di comunicare con la Infinity, la quale, a causa dell'impossibilità di recepire i disperati avvisi di Cortana, inconsciamente cade anch'essa nel pozzo gravitazionale del pianeta. Nel nucleo, nel frattempo, lo Spartan si fa strada attraverso Covenant e ciò che Cortana ha identificato come "Prometeici", i primi lì per uno scopo sconosciuto, i secondi apparentemente un'IA da difesa. Raggiunto il ponte d'accesso al ripetitore, che si rivela un satellite, Master Chief prosegue, fino a trovarsi di fronte a quello che sembra un ponte di comando dell'oggetto. Le colonnine presentano il simbolo dell'Attivatore, e ponendovi sopra le mani, Master Chief scopre che il satellite si comportava da ripetitore per le sue stesse trasmissioni.
Il satellite si solleva, si muove e dalla sua parte inferiore esce una piattaforma molto insolita, sulla quale si trova un umanoide dalle dimensioni enormi, attorno al quale si assemblano pezzi di armatura. L'essere con un'onda converte i Prometeici al il suo comando, e stordisce i Covenant; inoltre, afferra con una forza sovrannaturale Master Chief.
L'essere, rivelatosi il Didatta, annuncia il ritorno dei Precursori, intenzionato a togliere all'umanità il diritto al Manto della galassia, grandissima responsabilità che secondo il Didatta solo la sua stirpe è in grado di farsi carico.
Il Didatta destabilizza il nucleo interno del pianeta e scaraventa Chief tra le macerie; una fuga disperata a bordo di un Ghost permette allo spartan di portarsi in salvo, raggiungendo di nuovo la superficie di Requiem tramite un teletrasporto.

### Infinity
All'orizzonte appare la UNSC Infinity, che non è più controllabile e che poco dopo si schianta sul pianeta, presso una giungla. Oltre un dirupo compare il Cryptum del Didatta, che parte a tutta velocità verso l'Infinity, intenzionato a fare alcune scansioni misteriose ai database dell'astronave.
Master Chief prosegue a piedi, giungendo nei pressi dell'astronave; nella giungla, i prometeici stanno facendo strage dei ricognitori UNSC; tra questi, vi è Thomas Lasky. Lo Spartan cerca di rintracciarlo, giungendo ad una struttura dei Precursori; lì scopre che la Infinity è seriamente compromessa, e che l'astronave non può assolutamente inviare rinforzi, in quanto sta richiamando le forze a bordo. Master Chief viene anche a sapere degli Spartan IV, in gran numero a bordo dell'astronave. Lo Spartan si farà strada per liberare una zona di atterraggio, per poi salire a bordo di uno Scorpion e proseguire verso la Infinity; intanto, i Prometeici hanno sottomesso i Covenant, e dirigono le loro squadre.
Master Chief riceve, direttamente da Andrew Del Rio, il permesso di utilizzare un Mantis per farsi strada nella Infinity, fino a raggiungere gli Onager e poter far fuoco contro il Cryptum del Didatta, che sta continuando la sua scansione in ricerca di qualcosa ancora non ben chiaro. Master Chief attiva le piattaforme e la Infinity fa fuoco sul Cryptum, costringendolo alla fuga e rivelando la vulnerabilità del mezzo.
Sul ponte della nave, viene rivelato che lo scopo della Infinity è di trovare tutte le installazioni Halo e di creare squadre per smantellarle; sull'Installazione 05 e sull'Installazione 03 vi sono già delle squadre operative; inoltre, su quest'ultima è stato trovato un manufatto dei Precursori, che conteneva le coordinate di Requiem; a quel punto, la Infinity si è diretta verso il pianeta, senza però avere idea di cosa sarebbe andata incontro.
Master Chief ritiene che la cosa migliore da fare sia utilizzare la Infinity contro il Didatta, ma il capitano Del Rio è assolutamente contrario, in quanto la Infinity è ancora vulnerabile ed intende tornare al sicuro. La prossima missione infatti è di distruggere il pozzo gravitazionale di Requiem, eliminando lungo il percorso i cannoni pesanti disposti dai Covenant e dai Prometeici a difesa dello stesso.

### Attivatore
L'UNSC si presta ad una grande battaglia terrestre, impiegando un Mammoth presso un canyon desertico; questo tuttavia viene danneggiato da un Lich dei Covenant; Master Chief riceve l'ordine di penetrare nella torre che funziona da stazione di comando automatizzata per i cannoni. All'interno, le sentinelle di Requiem, amichevoli nei confronti dello Spartan, aprono la strada a Master Chief verso il centro di controllo, dove Cortana ordina ai cannoni rimasti di autodistruggersi, subito prima di essere estratta dal sistema da un'entità sconosciuta.
A quel punto, le sentinelle conducono Master Chief presso un ascensore, dove lo Spartan ha un incontro più che unico: la Bibliotecaria, o meglio "quello che resta di lei", rivela molte verità; il suo compito, prima dell'estinzione dei Precursori a seguito dell'Effetto Halo, era quello di catalogare le specie viventi, tra cui in particolare l'umanità, in quanto destinata ad essere l'erede del Manto, la filosofia di vita che assegnava ai propri sostenitori tutte le responsabilità riguardanti la vita nell'universo, a partire dalla salvaguardia della stessa.
La Bibliotecaria spiega al soldato qual è il motivo della sua convocazione, e della sua unicità: l'umanità ai tempi dei Precursori, aveva ingaggiato una battaglia con questi ultimi, nella quale il Didatta aveva subito un duro colpo; quando la situazione si capovolse, i Precursori scoprirono che gli umani erano in fuga dai Flood. A quel punto il Didatta decise di ricorrere ad una soluzione che avrebbe posto fine a due problemi contemporaneamente: il Compositore, arma in grado di digitalizzare la vita stessa, permetteva di rendere immuni gli esseri viventi ai Flood, in grado di infettare solo tessuto biologico. Tuttavia, questo sistema si rivelò fallimentare, perché non fu possibile invertire il processo di composizione, che distruggeva le personalità e trasformava gli esseri umani in abomini della natura: i Prometeici sono esseri umani sottoposti al Compositore, il cui processo di riconversione era fallito; il Didatta non solo avrebbe sconfitto con esso i Flood, ma anche l'Umanità, rendendola sua servitrice; tuttavia questo era inaccettabile, in quanto contrario al Manto della galassia.
La bibliotecaria rivela che il Compositore è stato trovato dagli umani nei pressi del terzo anello Halo, e che il Didatta ne ha appreso la posizione grazie alla Infinity. È a quel punto che la Bibliotecaria rivela a Master Chief che, con la sua "Ancella" Cortana, rappresenta il "culmine di generazioni di pianificazione": il culmine della tecnologia grazie ai suoi potenziamenti e alla sua armatura, ma anche il culmine dell'evoluzione, godendo dei geni che rendono immune al compositore. In quel momento, ben cosciente della pericolosità del Didatta, Master Chief non esita a far "sbloccare" questa immunità da parte della Bibliotecaria.
Lo Spartan, ricongiuntosi con Cortana, prosegue quindi verso la battaglia terrestre, che ormai vede l'UNSC vincente contro i Covenant; Master Chief segnala la posizione del pozzo gravitazionale, distrutto dai cannoni della Infinity. L'astronave può uscire dal pianeta.
Sul ponte dell'astronave, lo Spartan racconta del suo incontro nella struttura dei Precursori, a cui tuttavia il comandante Del Rio non intende dare ascolto. Cortana a quel punto ha un raptus di follia, dovuto al suo deterioramento; in quel momento il comandante ordina la distruzione dell'IA, ma Master Chief la recupera prima che Lasky lo faccia su ordine del comandante.

### Disattivazione
Mentre la Infinity si appresta ad abbandonare il pianeta, Lasky raggiunge Master Chief; sebbene i suoi ordini siano ben diversi, il capitano consegna a Master Chief un Pelican, con il quale può procedere nella sua battaglia contro il Didatta.
Master Chief decolla col Pelican, e inizia una campagna di disattivazione dei sistemi di sicurezza del Cryptum del Didatta, operando su delle torri che fanno da trasmissione dati. Cortana, sempre più danneggiata, risponde sempre più lentamente e in maniera scorretta a Master Chief, oltre a non recepire i messaggi che il Didatta invia periodicamente per disincentivare lo Spartan dal proseguire nella sua battaglia.
Dopo aver disattivato diverse torri, Cortana decide di attaccare il Didatta, utilizzando le torri stesse che lo proteggevano, ma a causa dei problemi che l'affliggono, fallisce; il Didatta a quel punto fugge, ed entra in una fessura su Requiem, dalla quale spunta un mastodontico mezzo da battaglia dei precursori; Master Chief sale a bordo di un Lich dei covenant per seguire il Didatta, diretto all'Installazione 03.

### Compositore
Giunti presso l'anello, Master Chief avvisa gli operatori della stazione di erigere un perimetro difensivo, in maniera da impedire al Didatta di recuperare il Compositore; con l'aiuto dello Spartan, l'UNSC riesce a respingere temporaneamente i Covenant, seppur con grandi perdite; Master Chief spiega alla comandante della stazione che non c'è tempo per salvare i dati riguardanti anni di lavoro sull'Installazione, perché è prioritario custodire il Compositore.
Dopo una battaglia in cui lo Spartan esce vincitore, il Didatta sfodera un asso nella manica: con l'aiuto della tecnologia a bordo della sua nave, riesce ad impadronirsi del Compositore, attraverso il quale fa fuoco sulla stazione. Tutti i presenti vengono composti e trasformati in informazioni digitali; Master Chief crolla al suolo, stremato.

### Midnight
Più tardi, Master Chief si risveglia; grazie all'operato della Bibliotecaria, è rimasto immune al Compositore. Non ancora convinto di aver perso, prende con sé Cortana, le cui crisi ormai sono all'apice, e con un caccia Broadsword, assieme ad una testata nucleare, si avvicina alla nave del Didatta, diretta verso la Terra. A bordo della nave del didatta, Master Chief percorre dei corridoi col Broadsword, pieni di contromisure antiaeree; giunto presso una zona aperta, trova i cannoni particellari che impediscono alle navi UNSC di fare fuoco sulla nave del Didatta; Master Chief li distrugge, e messosi in contatto con la Infinity, riesce a farsi aprire una breccia grazie ai CAM; lo Spartan procede all'interno, ma il Broadsword viene distrutto in una strettoia; dovrà procedere a piedi.
Cortana intanto cerca di rallentare il processo di attivazione del Compositore; nonostante gli sforzi, non riuscirà ad impedire la sua attivazione, ma riuscirà comunque a restringerne pesantemente gli effetti devastanti; l'IA comincia ad "abbandonare" alcune parti di sé nel sistema, in maniera tale da funzionare con maggiore efficienza, rallentando al contempo i sistemi dell'astronave. Master Chief procede a disattivare i sistemi che proteggono il Compositore da minacce esterne; dopo aver attivato l'ultimo dei terminali, improvvisamente il dispositivo viene distrutto da un'ondata di energia, e di fronte agli occhi esterrefatti di John-117, la materia scompare; lo Spartan tuttavia ha ancora un compito da svolgere, e si dirige verso il Compositore.
Subito prima di compiere il suo dovere, lo Spartan viene attaccato a sorpresa dal Didatta, pronto a scaraventarlo nel vuoto, dove finirebbe carbonizzato dall'energia libera che giace sul fondo dell'enorme stanza; ma è a quel punto che le routine di Cortana, costituite da ologrammi di luce solida, attaccano di sorpresa il Didatta, dando un'ultima chance allo Spartan; rimasto appeso per un soffio al ponte olografico, Master Chief afferra una granata prometeica, e con essa uccide (?) il Didatta; infine, Chief attiva manualmente la carica nucleare.
Qualcosa di apparentemente inspiegabile accade subito dopo: Master Chief si trova in una strana stanza luminosa, e di fronte a sé c'è Cortana. Lo Spartan comincia un discorso con l'IA, che spiega che lo Spartan è riuscito a salvare la Terra, e che ora si trova al sicuro; tuttavia Cortana gli riferisce che rimarrà distrutta nell'esplosione, essendo andato distrutto il suo chip poco prima.
Master Chief rimane in orbita terrestre, vivo, fra le macerie dell'astronave; un Pelican lo salverà dallo spazio, portandolo a bordo della Infinity. Sul ponte della nave, viene raggiunto da Lasky. La delusione di John è evidente, ma lo Spartan nasconde i propri sentimenti, dicendo che un soldato deve accettare ogni conseguenza di quello che la guerra può portare; Lasky tuttavia dice che per quanto un soldato possa essere legato ai suoi doveri, non è una macchina; questo ricorda a Chief la domanda posta da Cortana allo Spartan su Requiem: chi era la macchina tra loro due, e chi il vero umano?

### Epilogo
Mentre le prime squadre di Marines raggiungono la città di New Phoenix, l'unica megalopoli devastata dal Compositore, constatando la morte di chiunque si trovasse nell'area colpita, la voce del Didatta, sconfitto, risuona in un ultimo discorso.
Il leader dei Prometeici si chiede come sia possibile che "nell'ora della vittoria", il suo popolo, i Precursori, abbia potuto "assaporare la sconfitta" (chiaro riferimento alla quasi estinzione e successivo esodo della propria specie seguito alla vittoria contro i Flood, circa 100.000 anni prima); accusa inoltre gli umani di essersi "appropriati delle vittorie dei Precursori", aggiungendo che "l'umanità è la minaccia più grande della galassia".
Nel frattempo Master Chief si reca nella sezione della UNSC Infinity adibita agli Spartan, facendosi disassemblare l'armatura. Le parole finali del discorso del Didatta accompagnano questa sequenza: "Il Manto della responsabilità spetta solo ai Precursori. Giudica i miei atti come vuoi, ma non dubitare della realtà. La riconquista è già cominciata, e noi non possiamo fermarla".
Queste ultime parole possono avere molte interpretazioni, il Didatta potrebbe riferirsi ad una riconquista della Via Lattea da parte dei Precursori, o addirittura ad un ritorno di una minaccia esterna, rappresentata possibilmente dai Predecessori e dalla loro orribile ultima forma, il Flood.

## Spartan Ops
Le Spartan Ops sono una sorta di campagna secondaria che accompagnerà Halo 4 fino alla pubblicazione del prossimo capitolo; sono state mostrate per la prima volta all'E3 2012 attraverso un video formato da spezzoni di gameplay.
Le Spartan Ops sono delle missioni da completare in cooperativa. Esse hanno il compito di sostituire la Sparatoria (o Firefight) presente nei capitoli precedenti. Queste missioni saranno composte da 5 capitoli a settimana; la prima stagione sarà completamente gratuita, per la durata di 10 settimane.

## Requiem
Requiem è un mondo scudo costruito dall'antica razza dei Precursori a scopo difensivo, avrebbe dovuto essere infatti uno dei mondi "sicuri" dove rifugiarsi durante le operazioni di attivazione degli Halo. Requiem riprende il concetto della sfera di Dyson già utilizzato in Halo Wars e nel libro I Fantasmi di Onyx (Ghosts of Onyx), inoltre lo scenario presente sul pianeta sarà molto simile a quello di Halo CE, ovvero foreste rigogliose, tanta acqua e strutture dei Precursori ancora attive e funzionanti. Su Requiem sarà ambientata l'intera campagna di Halo 4.

## UNSC Infinity
La UNSC Infinity è una enorme nave da guerra riconvertita, alla fine della guerra, per scopi di addestramento e di esplorazione della galassia. L'Infinity sarà la nave su cui si svolgeranno i Giochi di Guerra (o War Games), ovvero la modalità multigiocatore di Halo 4. Vista per la prima volta all'E3 2012, l'Infinity, a un certo punto della campagna, si schianterà sulla superficie di Requiem (il pianeta sul quale è ambientato Halo 4) attivando le sue antiche difese.

## Nuovo arsenale e abilità armatura
L'arsenale di Halo 4 sarà più vasto di quello dei capitoli precedenti. All'E3 2012 sono state mostrate diverse nuove armi, tra cui il Fucile a Dispersione (o Scattershot), una sorta di fucile a pompa con un effetto a dispersione scismatica sulle superfici interne che terminano in sbalzi di energia. Il Fucile a Dispersione è un'arma dei Precursori ed è molto efficace a distanza ravvicinata, versione dei Precursori della doppietta con la differenza che il Fucile a Dispersione è meno potente ma il tempo di ricarica e il tempo tra un colpo e l'altro è decisamente minore. Inoltre non sarà possibile usare 2 armi contemporaneamente come in Halo 3 e Halo 2.
Un'altra arma è simile alla Carabina Covenant, ma molto più potente e precisa, inoltre appartiene, come la precedente, alla categoria delle armi dei Precursori: il Fucile a Impulsi.
Il Soppressore è la versione dei Precursori del Fucile D'Assalto(Umani)/Fucile a Scarica(Covenant), spara sempre una raffica di colpi efficaci a corta-media distanza.
Il Cannone Inceneritore è la versione dei Precursori del Lanciarazzi(Umani)/Cannone a combustibile(Covenant), chiamato così perché "incenerisce" il bersaglio, spara un rapido colpo che appena tocca terra propaga colpi più piccoli ma di ugual potenza intorno, è incredibilmente più potente ed efficace dei suoi predecessori umani e alieni ma ha bisogno di ricarica dopo un solo colpo e possiede poche munizioni.
Dal trailer di lancio si può vedere anche il Detonatore Adesivo (M363 RPD). Esso è un'arma a basso profilo che lancia dell'esplosivo altamente adesivo che viene detonato attraverso un comando a distanza.
Infine c'è la Railgun, arma che eguaglia potenzialmente il Laser Spartan, ma con alcune differenze:
- La fase di carica impiegherà meno tempo rispetto al Laser Spartan;
- Non disporrà dello zoom;
- La forza cinetica dei suoi colpi non distruggerà i veicoli, ma devierà il loro percorso.

Per quanto riguarda le abilità armatura, verranno introdotte il Visore Prometeico, l'Auto-Sentinella, lo Scudo Respingente, il Campo di Rigenerazione, il Pacchetto Propulsori e il Jetpack.
- Il Visore Prometeico è un potenziamento a corto raggio e a spettro completo che permette, a chi ne fa uso, di rilevare forme in movimento attraverso barriere solide; i nemici infatti verranno segnalati con il colore rosso e gli alleati in verde. Quest'abilità è stata introdotta per impedire il cosiddetto camping.
- L'Auto-Sentinella, ovvero un piccolo robot che potremo richiamare nel campo di battaglia, utile per creare diversivi.
- Lo Scudo Respingente è una barriera d'energia che fondendo particelle di luce è in grado di generare un efficace scudo energetico portatile capace di deviare attacchi nemici, anche di elevata intensità. Lo "Scudo Respingente" resiste addirittura ai missili e alla mitragliatrice del Mantis. Talvolta respinge addirittura i missili dello Scorpion.
- Il Campo di Rigenerazione è un'abilità armatura presente nel multigiocatore, la cui funzione è quella di sprigionare una nebbia verdastra all'interno di una bolla verde trasparente che rigenera qualunque scudo armatura si trovi nel suo raggio d'azione.
- Il Pacchetto Propulsori, ovvero una spinta che ci permetterà di compiere dei rapidi spostamenti in modo da schivare granate, veicoli, razzi.
- Il Jetpack è uno strumento che permette al giocatore di effettuare degli spostamenti in aria, utile per raggiungere punti alti e scappare da situazioni di pericolo.
- Ritornano sia Ologramma che Invisibilità Attiva senza nessun cambiamento radicale da Halo: Reach.

Per quanto riguarda il vecchio arsenale di armi, sono state effettuate modifiche sia per quanto riguarda la potenza di fuoco, che dal punto di vista grafico:
- Il Fucile d'assalto è stato potenziato: mentre il rateo di fuoco è stato diminuito, il danno è aumentato;
- Il Fucile da battaglia, assente in Halo: Reach, è stato reintrodotto e reso efficace soprattutto a media distanza;
- Il DMR (visto per la prima volta in Halo: Reach) è stato potenziato per la lunga distanza e reso una vera e propria arma di precisione;
- Il Fucile al plasma (o Storm Rifle), rinominato Fucile a scarica, è stato potenziato attraverso un sistema di raffreddamento evoluto e una carica in grado di sparare molti più colpi rispetto al suo predecessore: il risultato è una maggior potenza ed efficacia;
- Il Fucile di precisione è più difficile da usare rispetto ai capitoli precedenti, ma maggiormente efficace;
- Tutte le altre armi sono state modificate solo dal punto di vista grafico.
- Ricompare inoltre la Carabina Covenant, assente in Halo: Reach.

## Nemici
I nuovi nemici sono costituiti dai droni dei Prometeici (un antico gruppo di Precursori combattenti guidati dal Didatta), e sono Intelligenze Artificiali non organiche. Essi saranno la nuova minaccia che Master Chief dovrà affrontare durante la campagna. Questi nuovi nemici saranno molto pericolosi e più avanzati dei Covenant. Esistono sette tipi di questi Prometeici, ma per adesso se ne sono visti solamente 3 tipi:
- Prometeici Striscianti (Crawlers)
- Prometeici Osservatori (Watchers)
- Cavalieri Prometeici (Knight)

I primi sono degli esseri di medie dimensioni, dodati di quattro zampe e molto agili. Risultano una minaccia solo in branco.
Gli Watchers sono delle sentinelle di supporto volanti molto pericolose, in grado di rimandare indietro ordigni esplosivi (come le granate) con scopo di ricognizione e difensivo nei confronti dei Cavalieri, loro padroni.
I cavalieri sono i nemici più pericolosi visti finora; essi sono molto aggressivi e sono in grado di muoversi teletrasportandosi da un posto all'altro, disorientando il giocatore. Sono pesantemente armati e costituiscono un nemico molto difficile da affrontare se presente in gruppo.
Nelle prime fasi della campagna gli antagonisti principali sono invece i Covenant; dopo il grande scisma e la sconfitta della flotta dei profeti, gli Elite hanno iniziato (oltre allo sterminio dei Brute ribelli) una guerra civile causata da motivi religiosi, politici e tecnologici. Un gruppo di Elite fedeli all'antica religione ha così deciso di organizzarsi con delle navi da guerra e creare una nuova organizzazione schiavizzando i Grunt e corrompendo o minacciando i Jackal. Nonostante questa minaccia sia di gran lunga inferiore e drasticamente disorganizzata rispetto all'originale, gli Elite hanno in qualche modo trovato Chief e Requiem, creandosi un'opportunità di vendicarsi del "demone" umano.

## Sviluppo
Halo 4 è stato ufficialmente annunciato il 4 giugno 2011 all'E3. Il suo sviluppo è stato rivelato insieme a quello di Halo: Combat Evolved Anniversary. Il direttore britannico di Microsoft, Stephen McGill, ha visto la pubblicazione di Anniversary come un metodo per iniziare la nuova generazione al mondo di Halo, prima dell'uscita del quarto capitolo.
Halo 4 è disponibile per Xbox 360, ma i due futuri titoli della Reclaimer Trilogy saranno sviluppati per hardware next-generation. Il gioco continuerà la tradizione di Halo combinando una trama misteriosa e sorprendente a un gameplay profondo e innovativo. Il nuovo titolo utilizzerà gran parte del "sandbox" dei precedenti Halo, introducendo però nuovi personaggi, armi, veicoli e altri elementi.
Anche il personaggio di Master Chief sarà esplorato e sviluppato e il legame tra John e Cortana diventerà ancora più profondo. Il nuovo design dell'armatura di Master Chief ha ricevuto varie modifiche ed è stato confermato che la corazza vista nel trailer non è la versione finale. Lo sviluppatore Frank O'Connor ha rivelato che l'aspetto fisico di Master Chief e Cortana sarà cambiato radicalmente sia per via della nuova grafica, sia per via delle vicende della storia.
Dato che la trama sarà incentrata sull'identità dei Precursori, i programmatori grafici hanno puntato molto sulle loro strutture e tecnologia. È stato inoltre rivelato che le strutture dei Precursori saranno attive, diversamente dalle installazioni abbandonate viste nei precedenti capitoli.
Sotaro Tojima, conosciuto per aver collaborato alla realizzazione di Castlevania: Circle of the Moon e Metal Gear Solid 4: Guns of the Patriots, sarà direttore e compositore audio di Halo 4. Il team ha effettuato numerose registrazioni audio dal vivo, molte delle quali in Tasmania. Alcune di queste registrazioni hanno avuto luogo in ambienti inospitali come sott'acqua, nel fuoco e nel ghiaccio, attraverso l'utilizzo di microfoni speciali; altre registrazioni hanno invece previsto l'uso di esplosivi “fatti in casa”. Tojima intende rendere il nuovo audio coerente con quello del passato, ma con una qualità più realistica.
A mettere le mani sulla colonna sonora del nuovo capitolo e dell'intera "Reclaimer Trilogy" sarà Neil Davidge produttore dei Massive Attack e abile compositore, conosciuto per aver collaborato con grandi produzioni come "Scontro tra Titani". Ha registrato la colonna sonora presso il famoso studio Abbey Road convocando parecchie voci tenori - basse, un gruppo di cantanti bulgare e più di 50 musicisti d'orchestra. Tutto questo per donare ad Halo 4 una colonna sonora degna delle migliori produzioni hollywoodiane.

## E3 2012
Grazie alla conferenza Microsoft (E3), svoltasi il 4 giugno a Los Angeles, i videogiocatori del mondo intero hanno potuto vedere il video gameplay di Halo 4. Da questo video si sono potute vedere due delle nuove armi presenti nel gioco, alcuni dei nuovi nemici, Master Chief (nonché il protagonista del gioco) e il nuovo stile grafico adottato dalla 343i. Il video dura poco più di sei minuti e riguarda la campagna. Inoltre, la versione di prova mostrata si trova a circa un terzo della campagna.

## Doppiaggio
| Personaggio            | Doppiatore originale | Doppiatore italiano    |
| ---------------------- | -------------------- | ---------------------- |
| Master Chief           | Steve Downes         | Giorgio Melazzi        |
| Cortana                | Jen Taylor           | Donatella Fanfani      |
| Il Didatta             | Keith Szarabajka     | Mario Zucca            |
| Capitan Andrew Del Rio | Mark Rolston         | Ivo De Palma           |
| Thomas Lasky           | Darren O'Hare        | Claudio Colombo        |
| Sarah Palmer           | Jennifer Hale        | Martina Cozzi          |
| La Bibliotecaria       | Lori Tritel          | Dania Cericola         |
| Dottoressa Tillson     | Adrienne Barbeu      | Patrizia Scianca       |
| Miller                 | Ben Diskin           | Alessandro Germano     |
| Thorne                 | Ethan Peck           | Francesco Mei          |
| Roland                 | Brian T. Delaney     | Paolo Sesana           |
| Dalton                 | Cas Anvar            | Gabriele Marchingiglio |
| DeMarco                | Travis Willingham    | Andrea Bolognini       |
| Glassman               | Jeff Doba            | Davide Fumagalli       |
| Infinity System        | Kari Wahlgren        | Ludovica De Caro       |